# Напис з Ель-Караку

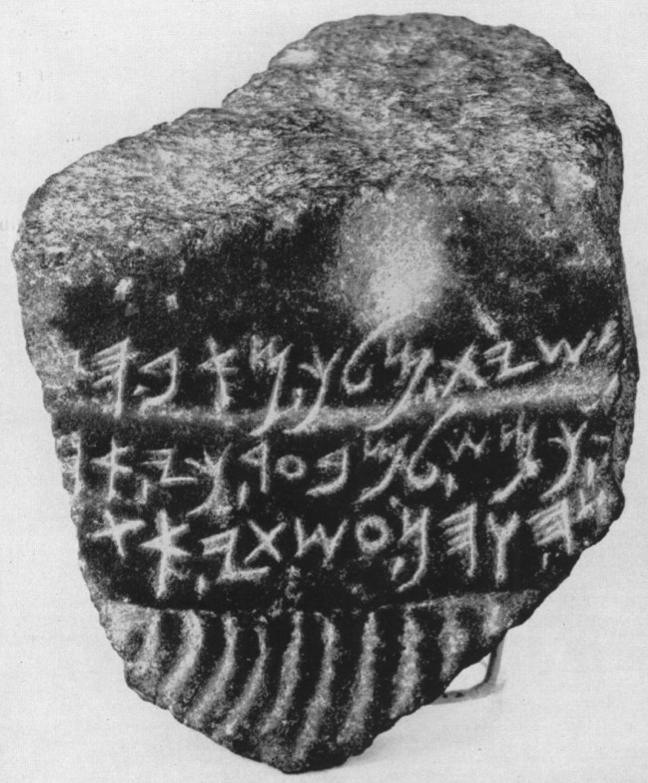
Напис у Йорданському археологічному музеї

Напис з Ель-Караку (араб. نقش الكرك) був знайдений у 1958 році в Йорданії, поблизу ваді в провінції Ель-Карак. Він являє собою фрагмент моавітською мовою, викарбований на базальтовому камені 12,5 см завдовжки та 14 см завширшки. Датування напису — кінець IX століття до н. е. Напис відомий як KAI 306.

## Відкриття
Камінь був придбаний Йорданським археологічним музеєм у 1958 році. За повідомленнями, він був знайдений бедуїном з Ет-Тафіли, який заявив, що знайшов камінь «у фундаментній траншеї, яка була вирита при спорудженні нової будівлі в Ель-Караку». У листі Авні Даджані, тодішнього керівника відділу старожитностей у Йорданському археологічному музеї, зазначається, що камінь був знайдений у будинку неподалік від Римського басейну на схід від Ель-Караку.

## Напис
Напис містить 3 неповні рядки, що складаються з 8 повних слів та ще 5 неповних. Вони написані моавітською мовою, відомою лише з іншого артефакту — стели Меша. Загалом, текст напису схожий на текст зі Стели Меша, проте має характерну особливість: буква he має чотири горизонтальних риси, що йдуть ліворуч від вертикальної риси, тоді як у X—V ст. до н. е. he в північно-західних семітських написах містить ліворуч лише три риси. Ця буква присутня в написі щонайменше 3 рази, при чому кожного разу саме з чотирма горизонтальними рисами. Ще одна відмінність між написом з Ель-Караку та Стелою Меша полягає в розділу слів: так, у Стелі застосовуються крапки, а в написі з Ель-Караку — маленькі лінії.

## Зміст
Через збереження лише декількох слів повна реконструкція напису є доволі складною. Втім, деякими дослідниками, були здійснені спроби перекладу тих рядків, що залишилися. Варіанти перекладу слів, що збереглися не повністю, наведені в квадратних дужках.
| Рядок | Транскрипція                           | Переклад українською                                    |
| ----- | -------------------------------------- | ------------------------------------------------------- |
| 1     | ‏[אנכי כמשגד בן כ]משית מלך מאב הד[יבני]‏‎ | [Я — Меша, син К]емош-яту, царя Моаву, дів[онитянин]... |
| 2     | ‏[בבת]י כמש למבער כי אה[בתי]‏‎            | [... в х]рамі Кемошу за жертву, бо л[юблю я...]         |
| 3     | ‏[...]נה והן עשתי את[...]‏‎               | ... і ось зробив я ...                                  |